# ISO 3166-2:EH
Pour un article plus général, voir ISO 3166-2.
 (juillet 2024).

Sahara occidental

ISO 3166-2:EH est l'entrée pour le Sahara occidental dans l'ISO 3166-2, qui fait partie du standard ISO 3166, publié par l'Organisation internationale de normalisation (ISO), et qui définit des codes pour les noms des principales administration territoriales (ex. : provinces ou États fédérés) pour tous les pays ayant un code ISO 3166-1.
Le Sahara occidental, territoire non autonome selon l'ONU, est revendiqué à la fois par le Maroc et par la République arabe sahraouie démocratique (RASD) depuis 1976 dont l'objectif est l'indépendance totale du Sahara occidental
Actuellement aucun code ISO 3166-2 n'est défini pour ce territoire.
Le Sahara occidental est officiellement assigné au code ISO 3166-1 alpha-2 EH. Les lettres sont une abréviation de Saguia El-Hamra.